# مونی رای
مونی رای (بنگالی: মৌনী রায়، تلفظ در بنگالی: [mou̯ni rae̯]، هندی: मौनी राय، انگلیسی: Mouni Roy، زاده ۲۸ سپتامبر ۱۹۸۵) بازیگر هندی است.
از کارهای معروف او می‌توان به بازی در فیلم طلا اشاره کرد.

## فیلم‌شناسی
فهرست برخی از فیلم‌هایی که مونی رای در آن‌ها به ایفای نقش پرداخته است:
- دویدن-۲۰۰۴
- بدون تو ۲-۲۰۱۶
- طلا-۲۰۱۸
- کی.جی.اف: بخش ۱-۲۰۱۸
- رومئو اکبر والتر-۲۰۱۹
- برهماسترا-۲۰۲۲